# Broholmer
A broholmer dán kutyafajta.

## Megjelenése
Nagy testű, erőteljes felépítésű, szögletes, típusú kutya. Mozgása térölelő, egyenletes. Feje nagy, széles, szeme sötétebb gesztenyebarna, illetve sötétsárga. Füle lelógó, futás közben vízszintesen tartja. Végtagjai kifejezetten erősek, izmosak, egyenesek. Színe halvány fakóvörös, fekete orrtükörrel és maszkkal; vörösesbarna, olykor fekete pöttyökkel; fekete, a mancsokon, a farokvégen és a mellkason esetleg fehér jegyekkel.
Magassága 70–75 cm, testtömege 40–50 kg.

## Képességei
Nagyon jó őrző-védő, jó házőrző.

## Tulajdonságai
Nagyon erős, idegenekkel bizalmatlan.

## Egyéb
Várható élettartama 12-14 év és alomszáma 5-8 kölyök.Dánián kívül szinte teljesen ismeretlen.FCI száma:315